# سیارک ۲۰۹۹۱
سیارک ۲۰۹۹۱ (به انگلیسی: 20991 Jankollar، نامگذاری:1984WX1) بیست هزار و نهصد و نود و یکمین سیارک کشف شده‌است که در ۲۸ نوامبر ۱۹۸۴ کشف شد.
قدر مطلق سیارک برابر ۲۴.۵ است.